# Uta Gräf

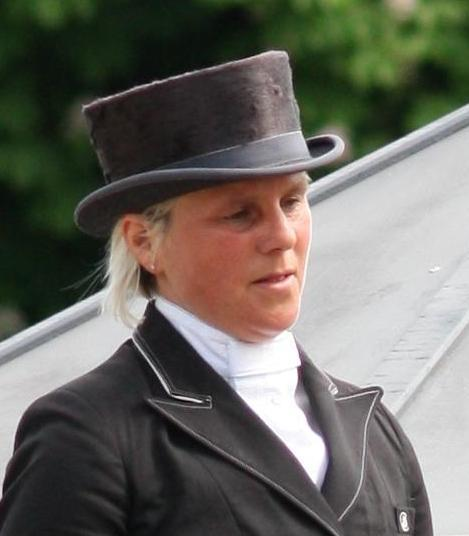
Uta Gräf (2013)

Uta Gräf (* 16. Mai 1970 in Ludwigsburg) ist eine deutsche Dressurreiterin. Sie ist mehrfache Grand Prix-Siegerin.

## Leben

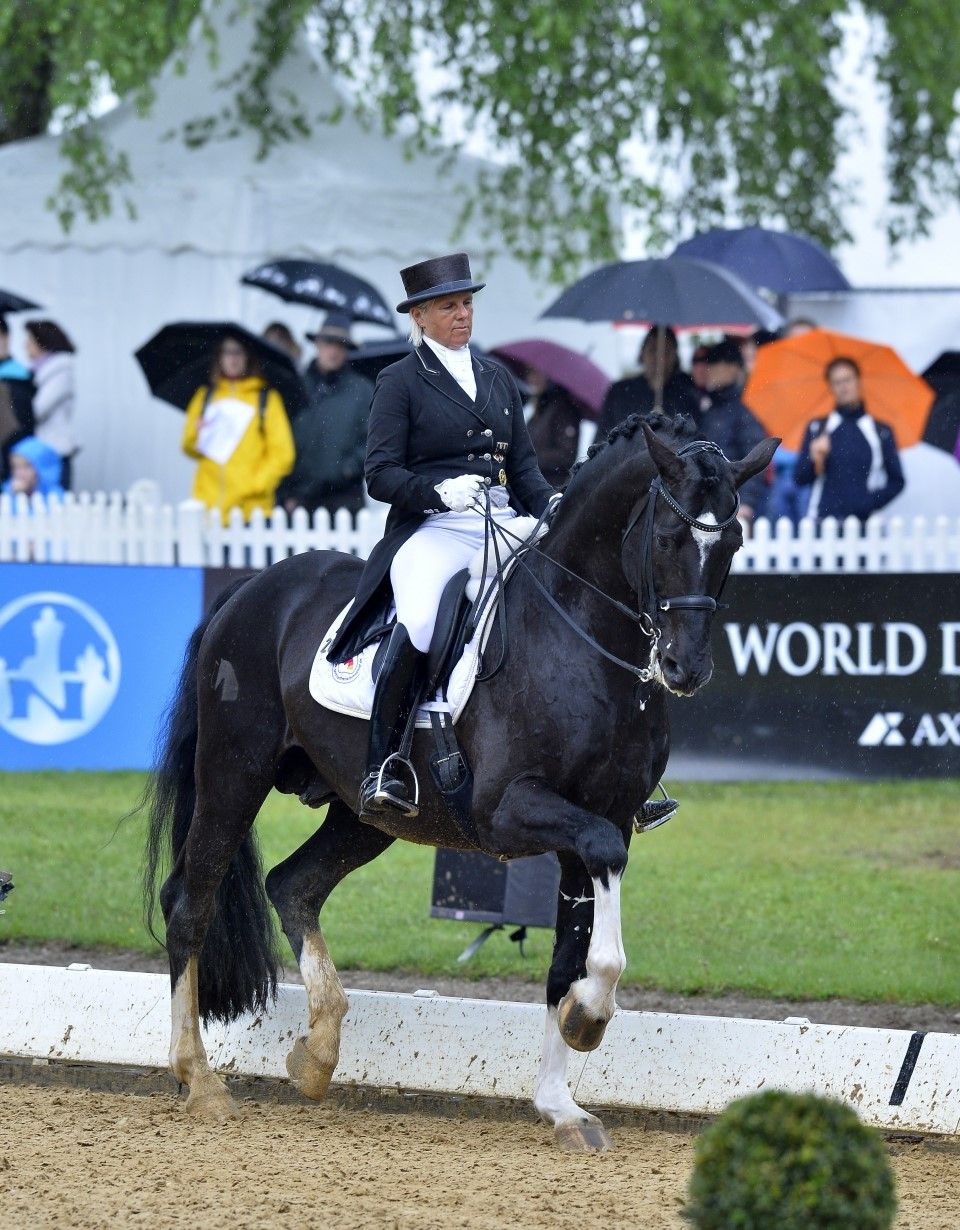
Uta Gräf mit Le Noir beim CDI 5* München-Riem 2013

Gräf  hatte früh Kontakt zu Pferden. Sie absolvierte eine Lehre als Pferdewirtin mit Schwerpunkt Reiten in Aachen und schloss diese mit der Verleihung der Stensbeck-Plakette ab. Anschließend folgte ein Stipendium am Gut Neuhof in Dreieich bei Ellen Bontje. Dieses schloss sie 1999 erneut mit der Stensbeck-Plakette ab.
Seitdem arbeitet sie auf dem Rothenkircher Hof bei Kirchheimbolanden als Trainerin für Dressurpferde. Weiterhin ist sie als Landestrainerin für Dressurreiterinnen mit Handicap tätig und trainiert die Paralympicssiegerin Britta Näpel und die Weltmeisterin Angelika Trabert.
Gräf ist Mitglied im Verein Xenophon e.V. – Gesellschaft für Erhalt und Förderung der klassischen Reitkultur. Im Jahr 2015 ist sie Teil des B-Kaders Dressur des DOKR.

## Sportliche Erfolge (Auswahl)
- Grand Prix Spécial[5]
  - Siege 2010: CDI 3* Strassen mit Le Noir, CDI 3* Lipica mit Le Noir
  - Siege 2011: CDN Heroldsberg mit Le Noir, CDN Nürnberg mit Le Noir
  - Siege 2014: Münster (K+K Cup) mit Dandelion, CDI 3* Mannheim mit Dandelion
- Grand Prix Kür
  - Siege 2011: Münster (Turnier der Sieger) mit Le Noir, CDN Heroldsberg mit Le Noir, CDN Nürnberg mit Le Noir
  - Siege 2012: CDI 4* Wiesbaden mit Le Noir